# حب شباب ميكانيكي
حب الشباب الميكانيكي أو الاحتكاكي (بالإنجليزية: Acne mechanica)‏؛ هو انتشار عدي الشكل يظهر بعد تكرار الصدمات الجسدية على الجلد مثل الفرك أو الاحتكاك، والتي تحدث في الملابس (الأحزمة والأشرطة) أو ملامسة المعدات الرياضية (مثلاً كرة القدم، خوذات وواقيات الكتف). وتظهر الحبوب عند المعصم مكان رباط الساعة وعند الجبهة تحت غطاء الرأس.